# Вильва (нижний приток Камы)
Вильва — река в России, протекает по Соликамскому району Пермского края. Устье реки находится в 932 км от устья Камы по правому берегу. Длина реки составляет 21 км. В 13 км от устья принимает справа реку Качва. В 7 км от устья принимает слева реку Ачес.
Исток реки у деревни Никино в 28 км к северо-западу от центра Соликамска. Река течёт в северо-восточном направлении, сильно петляя. В среднем течении протекает село Вильва, деревню Пухирева и ряд покинутых деревень. Притоки — Тычиш, Качва (оба — правые); Ачес (левый). Впадает в Каму выше Соликамска двумя рукавами, основной впадает в Каму к востоку от деревни Зуево, второй рукав уходит на юг и впадает в боковой затон Камы, известный как залив Курья.

## Данные водного реестра
По данным государственного водного реестра России относится к Камскому бассейновому округу, водохозяйственный участок реки — Кама от водомерного поста у села Бондюг до города Березники, речной подбассейн реки — бассейны притоков Камы до впадения Белой. Речной бассейн реки — Кама.
Код объекта в государственном водном реестре — 10010100212111100006772.